# Bulungu (stad)
Bulungu is een stad in de Democratische Republiek Congo in de provincie Kwilu. De stad telde volgens de laatste census in 1984 26.030 inwoners en in 2004 naar schatting 47.000 inwoners. De stad is het administratief centrum van het gelijknamig territorium.
Bulungu ligt aan de rivier Kwilu, tussen Kikwit en Bandundu, die daar bevaarbaar is.
Kikongo is er de algemene voertaal.

## Geboren in
- Jean Kevers (1924-2001), Belgisch politicus